# シオン空港
シオン空港（シオンくうこう、英語:Sion Airport フランス語:Aéroport de Sion）(IATA: SIR, ICAO: LSGS)（軍用:LSMS）は、スイスヴァレー州シオンにある地方空港。以前はスイス空軍との軍民共用空港であった。1935年開港。2019年の利用者数は25,992人であった。大手航空会社による就航路線は無く、利用の大半は飛行学校による飛行訓練と民間ヘリによる遊覧飛行などである。

## 概要
ここから西110㎞の位置にジュネーヴ空港、北110㎞の位置にベルン空港があるため、2020年10月時点で航空会社による定期便の運航は行われておらず、2020年の夏期限定でスイス航空やLCCフライベア（FlyBair）によるスペインやポルトガルおよびイギリス行きのチャーター便運航が行われている。
ハブ空港として利用しているのはスイス民間航空救助隊である「エア=グラシエ」となり、同様の航空救急サービスを行う「エアー・ツェルマット」が事務所を構えており、この2社によりヴァレー州の緊急搬送や山岳救助活動が行われ、ここからアルプス山脈への遊覧飛行やマッターホルンに点在するスキー場へのヘリタクシー事業なども行われている。
1986年と2017年にエア・ショー・シオン（Air Show Sion）が開催されている。
2017年、スイス空軍再編により空軍が離れたことで民間空港となり、今日緊急時の代替飛行場として機能している。